# La naissance d’Osiris

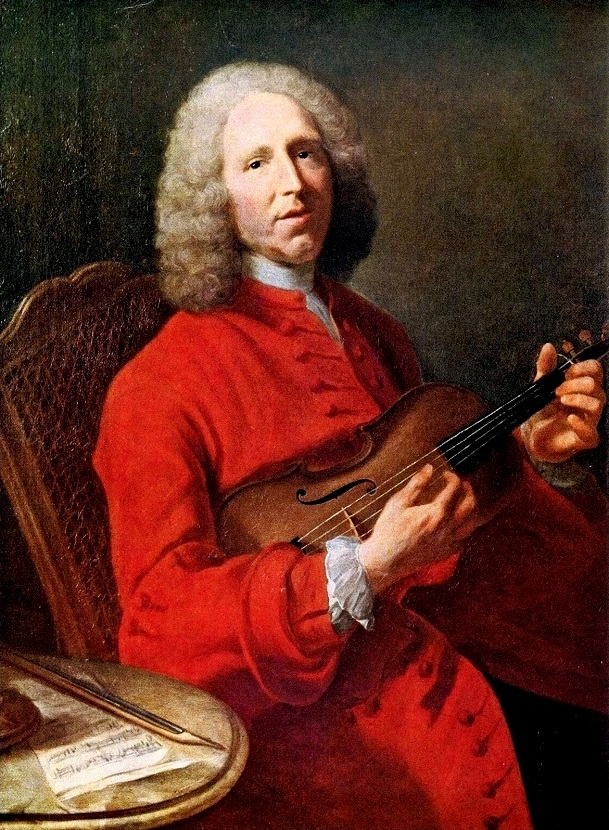
Jean-Philippe Rameau (1683-1764), compositor y teórico de la música francés de la era barroca.

La naissance d’Osiris, ou La fête Pamilie (El nacimiento de Osiris, o La fiesta de Pamilia) es una ópera en un acto compuesta por Jean-Philippe Rameau que fue estrenada el 12 de octubre de 1754 en Fontainebleau para celebrar el nacimiento del futuro rey Luis XVI. El libreto es de Louis de Cahusac, colaborador habitual de Rameau. Cahusac calificó la obra de ballet allégorique («ballet alegórico»), pero habitualmente se la considera un acte de ballet. Su estilizada trama trata del anuncio que Júpiter hace a un grupo de pastores egipcios del nacimiento del dios Osiris, trasunto del príncipe neonato. En sus inicios, la pieza pudo haber formado parte de una obra más extensa, Les beaux jours de l'Amour, ópera-ballet que Rameau y Cahusac planearon, pero que nunca completaron por razones que aún hoy se ignoran.

## Orígenes e historia de su interpretación
Los musicólogos opinan actualmente que Rameau y Cahusac concibieron originalmente La naissance d’Osiris como parte de una opéra-ballet en varios actos titulada Les beaux jours de l'Amour. Hay indicios de que esta obra estuvo prácticamente terminada en mayo de 1751, pero por razones que se desconocen nunca llegó a subir a los escenarios. Los otros actos eran Nélée et Myrthis (incompleta, nunca se interpretó hasta entrado el siglo XX) y Anacréon, estrenada por separado en Fontainebleau el 23 de octubre de 1754. La estudiosa de Rameau Sylvie Bouissou cree que La naissance podría haber conformado el primer acto de Les beaux jours de l’Amour.
Al igual que Anacréon, La naissance d’Osiris fue recuperada para su estreno ante la corte en Fontainebleau. Se convirtió así en una más de la serie de óperas que conmemoraron los nacimientos de los hijos del Delfín de Francia y su esposa María Josefa. En esta ocasión, el regio neonato fue el duque de Berry, futuro Luis XVI. El director Hugo Reyne resalta la ironía histórica que supone identificar a Luis XVI con Osiris, un dios que fue asesinado, al igual que Luis sería guillotinado en 1793. La ópera se estrenó el 12 de octubre de 1754, como parte de un programa triple, junto a los reestrenos de Pigmalion y Les incas du Pérou (segundo acto de Les Indes galantes,  opéra-ballet de 1735), ambas también de Rameau. Los documentos señalan que los ensayos dieron comienzo el 26 de agosto, tres días después del nacimiento del príncipe. Los manuscritos demuestran que fue adaptada para la ocasión a partir de Les beaux jours de l’Amour; pues en origen Pamilie era sencillamente una «pastorcilla» anónima.

En el número de octubre de 1754 de Le Mercure de France apareció una extensa crónica del estreno. En ese mismo número, Cahusac explica el trasfondo egipcio de la obra:
"Cuando sale del templo de Júpiter, una tebana de nombre Pamilia escucha una voz que le anuncia el nacimiento de un héroe que algún día traerá la felicidad a Egipto. Este héroe es Osiris, a quien Pamilia criará y que terminará convirtiéndose en uno de los más ilustres benefactores de la Humanidad. Para conmemorar este acontecimiento, los egipcios instituyeron las fiestas de Pamilia."
Osiris ya había aparecido en el primer acto de la opéra-ballet de Rameau Les fêtes de l'Hymen et de l'Amour (estrenada en 1747 y repuesta en julio de 1754). El cronista de Le Mercure de France describe la riqueza de la escenografía de La naissance: los pilares del templo estaban ornados con jeroglíficos; había esfinges y una palmera. También da cuenta detallada de la danza final, en la que la bailarina Mademoiselle Catinon interpretó a Cupido y Mademoiselle Puvigné a una pastorcilla. El cronista también alaba el arte vocal de la prima donna Marie Fel en el papel de Pamylie.
No hay ninguna evidencia de que La naissance d’Osiris fuera repuesta a lo largo del siglo XVIII, probablemente por estar vinculada demasiado estrechamente a la ocasión del estreno. Sin embargo, Rameau reutilizó parte de la música en sus obras más tardías: Anacréon, Les Paladines y Les Boréades.

## La música
En la obra predomina el estilo pastoril: de hecho, contiene hasta cuatro musettes (números en los que se emplea una especie de gaita, denominada musette de cour). El aria La flamme des éclairs, les éclats du tonnerre está revestida de un virtuosismo inusual en las arias para bajo. Al parecer, los intérpretes encontraron algunos números de la partitura tan exigentes desde el punto de vista técnico que estos fueron suprimidos en el estreno; esa escritura virtuosística deriva probablemente del estilo musical italiano. La obertura también muestra influencia italiana: se compone de tres secciones (rápida-lenta-rápida) y la música de la última de ellas reaparece en el coro final de la ópera.

## Personajes
| Reparto                                                   | Tipo de voz                  | Estreno                                  |
| --------------------------------------------------------- | ---------------------------- | ---------------------------------------- |
| Pamilie                                                   | soprano                      | Marie Fel                                |
| Un berger (un pastor)                                     | haute-contre                 | François Poirier                         |
| Le grand prêtre de Júpiter (El sumo sacerdote de Júpiter) | basse-taille (bajo-barítono) | Nicolas Gélin                            |
| Júpiter                                                   | basse-taille                 | Claude-Louis-Dominique Chassé de Chinais |
| Une bergère (una pastora)                                 | soprano                      |                                          |
| Coro: Pastores y pastorcillas, sacerdotes y pueblo        |                              |                                          |

## Sinopsis
Escena: En el escenario se ve el templo de Júpiter.
Los pastores se solazan con la paz de que goza su tierra;  sólo falta una cosa para que su felicidad sea completa (Coro: Coulez jours de paix, coulez jours heureux). Portan presentes al templo de Júpiter. Un pastor canta una musette para celebrar el regreso de la primavera y su amor por Sylvie (Musette: Du printemps sur l'herbe fleurie). Una pastorcilla jura fidelidad a su amante (Ariette: Non, non, une flamme volage). Entonces el cielo se oscurece, centellea el relámpago y retumba el trueno; creyendo que se trata de la ira de Júpiter, los aterrados pastores emprenden la huida (Coro: Júpiter s'arme de la foudre), pero el Sumo Sacerdote los tranquiliza asegurándoles que el dios está complacido con sus sacrificios y que les trae buenas noticias (Ariette: La flamme des éclairs, les éclats du tonnerre). La tormenta escampa y el propio Júpiter desciende acompañado de Cupido y las Gracias. Promete a los congregados una era de paz y anuncia el nacimiento de un héroe (Air: Il est né, ce héros que vos vœux demandent). Los sacerdotes rinden homenaje a Júpiter y los pastores se regocijan (Coro: Chants d'allégresse et de victoire, Ariette para una pastorcilla: Volez, plaisirs, régnez, aimables jeux). Júpiter regresa a los cielos dejando a Cupido para que gobierne la tierra. La ópera concluye con un divertissement de danzas, coros y arias en elogio de Cupido.

## Grabaciones

### Ópera completa

#### Audio
- La naissance d'Osiris. Stéphanie Révidat (Pamilie), Céline Ricci (Une bergère), François-Nicolas Geslot (Un berger), Bertrand Chuberre (Le grand prêtre), Florian Westphal (Jupiter), La Simphonie de Marais, dirigidos por Hugo Reyne (Musiques à la Chabotterie, 2006).

#### Vídeo
- En Rameau, Maître à Danser, junto con Daphnis et Eglé. Les Arts Florissants dirigidos por William Christie (1 DVD, Alpha, 2014).

### Extractos
- Suite orquestal. Capella Savaria, dirigida por Mary Térey-Smith (Naxos, 1997).